# Tancredi (Sänger)
Tancredi (* 2001 als Tancredi Cantù Rajnoldi in Mailand) ist ein italienischer Popsänger und Rapper.

## Werdegang
Tancredi ist der Sohn von Alberto Cantù Rajnoldi, dem kreativen Direktor für Herrenmode im Modekonzern Giorgio Armani. Seine größte Inspiration in jungen Jahren war italienischer Hip-Hop. Er nahm an der 20. Staffel der Castingshow Amici di Maria De Filippi teil, wo er 2021 im Halbfinale ausschied. Sein bei Amici präsentiertes Lied Las Vegas war ein Charterfolg und auch seine im Anschluss veröffentlichte EP Iride war ein Erfolg.
Nach einer kurzen kreativen Pause meldete sich Tancredi 2022 mit dem Album Golden Hour zurück. Zur ersten Staffel der italienischen Netflixserie DI4RIES steuerte er den Titelsong Isole bei und spielte in dieser im Rahmen einiger Gastauftritte auch selbst mit.

## Diskografie

### Alben und EPs
| Jahr | Titel       | Höchstplatzierung, Gesamtwochen, AuszeichnungChartsChartplatzierungen (Jahr, Titel, Platzierungen, Wochen, Auszeichnungen, Anmerkungen) | Anmerkungen |
| Jahr | Titel       | IT | Anmerkungen |
| ---- | ----------- | --- | ----------- |
| 2021 | Iride       | IT4 (12 Wo.)IT | Warner      |
| 2022 | Golden Hour | IT48 (1 Wo.)IT | Warner      |

### Singles (Auswahl)
| Jahr | Titel Album               | Höchstplatzierung, Gesamtwochen, AuszeichnungChartsChartplatzierungen (Jahr, Titel, Album, Platzierungen, Wochen, Auszeichnungen, Anmerkungen) | Anmerkungen         |
| Jahr | Titel Album               | IT | Anmerkungen         |
| ---- | ------------------------- | --- | ------------------- |
| 2021 | Las Vegas Iride           | IT9 ×2Doppelplatin · (26 Wo.)IT | Verkäufe: + 140.000 |
| 2021 | Leggi dell’universo Iride | IT92 (1 Wo.)IT |                     |

## Belege
1. ↑  Emanuele Ambrosio: Alberto Cantù Rajnoldi, padre Tancredi: “Siamo vicini anche se siamo lontani”. In: Il Sussidiario. 25. Juli 2022, abgerufen am 2. November 2022 (italienisch).
2. 1 2  Mario Manca: Tancredi: «La paura di non essere capito». In: VanityFair.it. 21. Januar 2022, abgerufen am 2. November 2022 (italienisch).
3. ↑  Antonella Acernese: Chi è Tancredi Cantù Rajnoldi di Amici 2021: biografia del cantante. In: Controcampus.it. 3. August 2021, abgerufen am 2. November 2022 (englisch).
4. ↑  DI4RIES Official Trailer Song: "Isole" by Tancredi auf youtube.com, vom 27. Juni 2022, abgerufen am 11. Oktober 2023
5. ↑  Alben von Tancredi. In: Italiancharts.com. Hung Medien, abgerufen am 3. November 2022 (italienisch).
6. ↑  Archivio classifiche Top Singoli. FIMI, abgerufen am 3. November 2022 (italienisch).
7. ↑  Certificazioni. FIMI, abgerufen am 2. November 2022 (italienisch).

| Personendaten    | Personendaten                          |
| ---------------- | -------------------------------------- |
| NAME             | Tancredi                               |
| ALTERNATIVNAMEN  | Cantù Rajnoldi, Tancredi (Geburtsname) |
| KURZBESCHREIBUNG | italienischer Popsänger und Rapper     |
| GEBURTSDATUM     | 2001                                   |
| GEBURTSORT       | Mailand                                |